# 滝乃川学園
社会福祉法人 滝乃川学園（しゃかいふくしほうじん たきのがわがくえん、Social Welfare Foundation TAKINOGAWA GAKUEN）は、東京都国立市矢川3丁目16番地1に本部を置く日本聖公会系の社会福祉法人。児童福祉法に基づく知的障害児施設「滝乃川学園児童部」、障害者の日常生活及び社会生活を総合的に支援するための法律（障害者総合支援法）に基づく知的障害者支援施設「滝乃川学園成人部」などを設置・運営し、社会福祉法に定められた主に知的障害児者を対象とした各種福祉サービスを提供する社会福祉事業者である。

## 概要
日本で最初の知的障害児者のための教育・福祉施設である。なお、日本のみならず、東洋ないしはアジア初の知的障害児者対象の近代的教育・福祉施設でもある。恩賜財団ではないが、皇室との深い関係も知られている。
「滝乃川」の名称を冠しているのは、学園創立の地である東京都北区滝野川に因む。なお、当学園が、日本で初めて「学園」という語を発案し、使用したと言われている。
瀧野川女子学園中学校・高等学校とは関連はない。

## 概説
滝乃川学園は、日本における最初の知的障害児者のための教育機関・福祉施設であり、創立以来130年近い歴史を有する（登記上、現法人は、社会福祉事業法の施行により、1952年設立とする）。
創立者の石井亮一（立教女学院教頭）が、立教大学の出身で、同大学の創立者であるチャニング・ウィリアムズ聖公会主教と師弟関係にあったことから、創立以来、日本聖公会（プロテスタント系）との関係が深く、現在でも日本聖公会系の学校法人立教学院および学校法人立教女学院などとは姉妹関係にある。ただし、法人経営上は日本聖公会からは独立しており、宗教色はあまりない。役職員および利用者は信教の自由が認められており、日本聖公会の信徒でない者のほうが多い。
創立者の石井亮一（初代学園長）・筆子（第2代学園長）夫妻の事績の他、中尾太一郎（亮一と同郷、海軍軍医総監）が初代理事長、小林彦五郎（亮一と同級生、立教女学校校長）が第2代理事長、渋沢栄一が第3代理事長、沢田廉三（外務事務次官、日本国初代国連大使、夫人が澤田美喜）が第4代理事長、そして細菌学者の高木逸磨医師が第5代学園長をつとめたことでも知られ、また、貞明皇后以来、明仁上皇・美智子上皇后に至るまで、伝統的に皇室との関係も深い。戦前には、昭和天皇から御下賜金を受け、現代においても、明仁天皇・美智子皇后の二度の行幸啓があった。

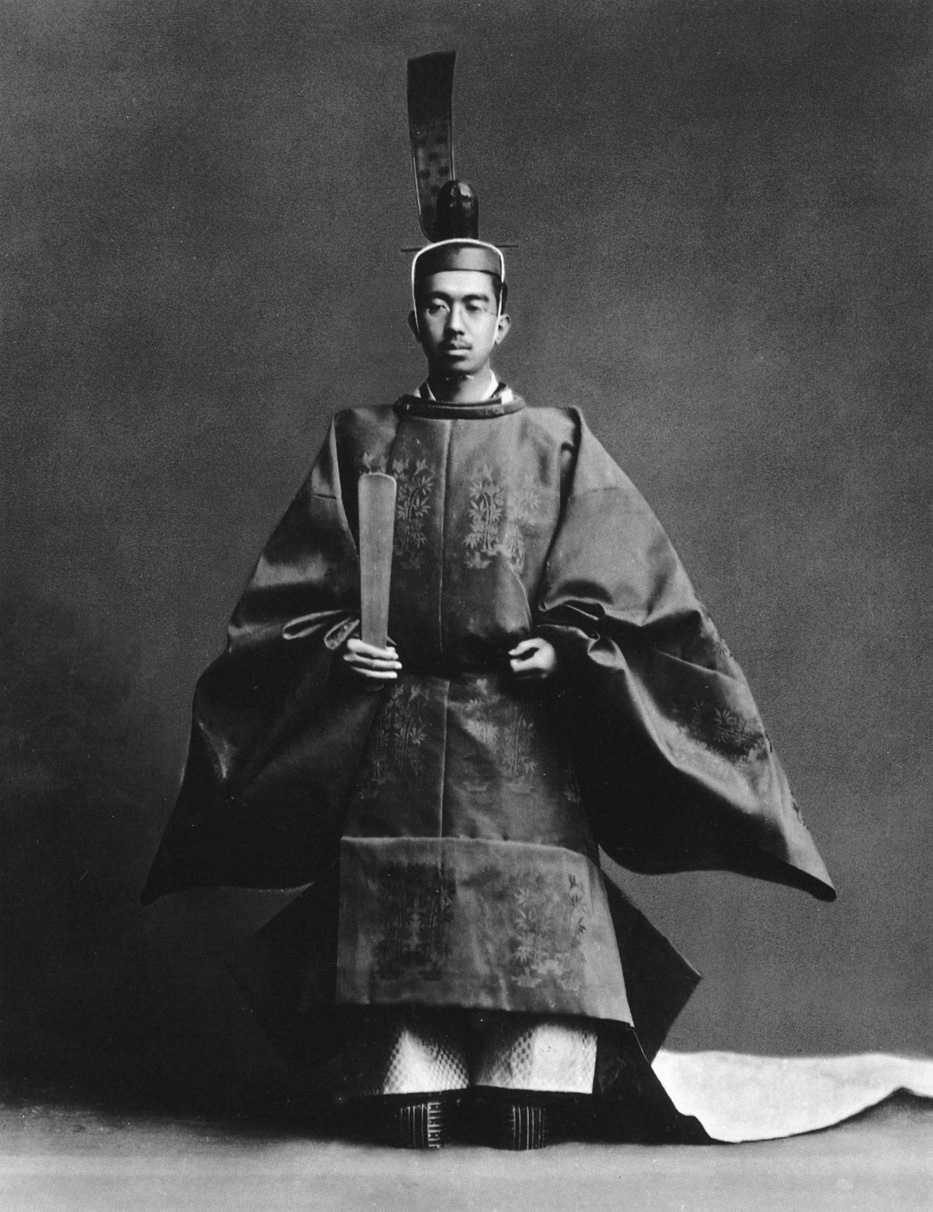
昭和天皇は即位の直後に学園に多額の御下賜金を贈った。

現在、職員数は約300名。施設利用者も300名を超える。知的障害児の教育と生活支援事業が祖業であるが、児童の成長に合わせて、成人部を開設し、成人や高齢者に対応できる体制が整備されてきた。近年は、知的障害者の社会的自立を支援するグループホーム事業を拡大している他、介護保険法の適用事業として、認知症高齢者を対象としたグループホームなども手がける。
また、地域で生活する知的障害児者やその家族を対象とした福祉サービスの提供や、国立市や立川市、府中市、調布市といった近隣自治体の福祉事業も受託している。

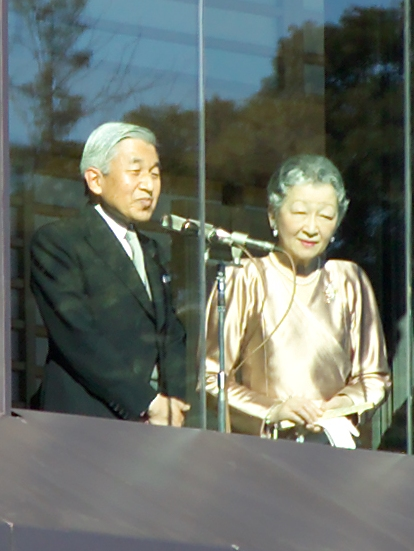
明仁天皇・美智子皇后は、とくに学園を愛し、在位中、学園に異例の二度の行幸啓をした。

現在は、福祉施設の運営や福祉サービスの提供が主たる事業となっているが、当学園の起源は、その名が示すとおり、日本で最初の知的障害児のための特別支援教育機関（キリスト教主義学校、いわゆるミッションスクール）で、かつては、付属の研究所や保母養成所などを包含する知的障害児に特化した一大総合福祉施設として構想されており、知的障害者の自立自活を目指した印刷所や農場、製薬所、養蚕室など実業部門も存在した。これは、石井亮一・筆子も訪れたアメリカ合衆国ペンシルベニア州フィラデルフィアにある州立アーウィン知的障害学校を範とした構想によるものだと言われる。
戦後は、社会福祉事業法の施行により、社会福祉法人に改組され、教育機能の多くが、国公立の教育機関に移管された。その後、知的障害児者の生活支援施設としての役割が増し、現在に至っている。また、日本最初の知的障害児者のための教育・福祉施設として、福祉文化の普及にも注力し、社会的に注目を集める活動を進めている。

## 事業所

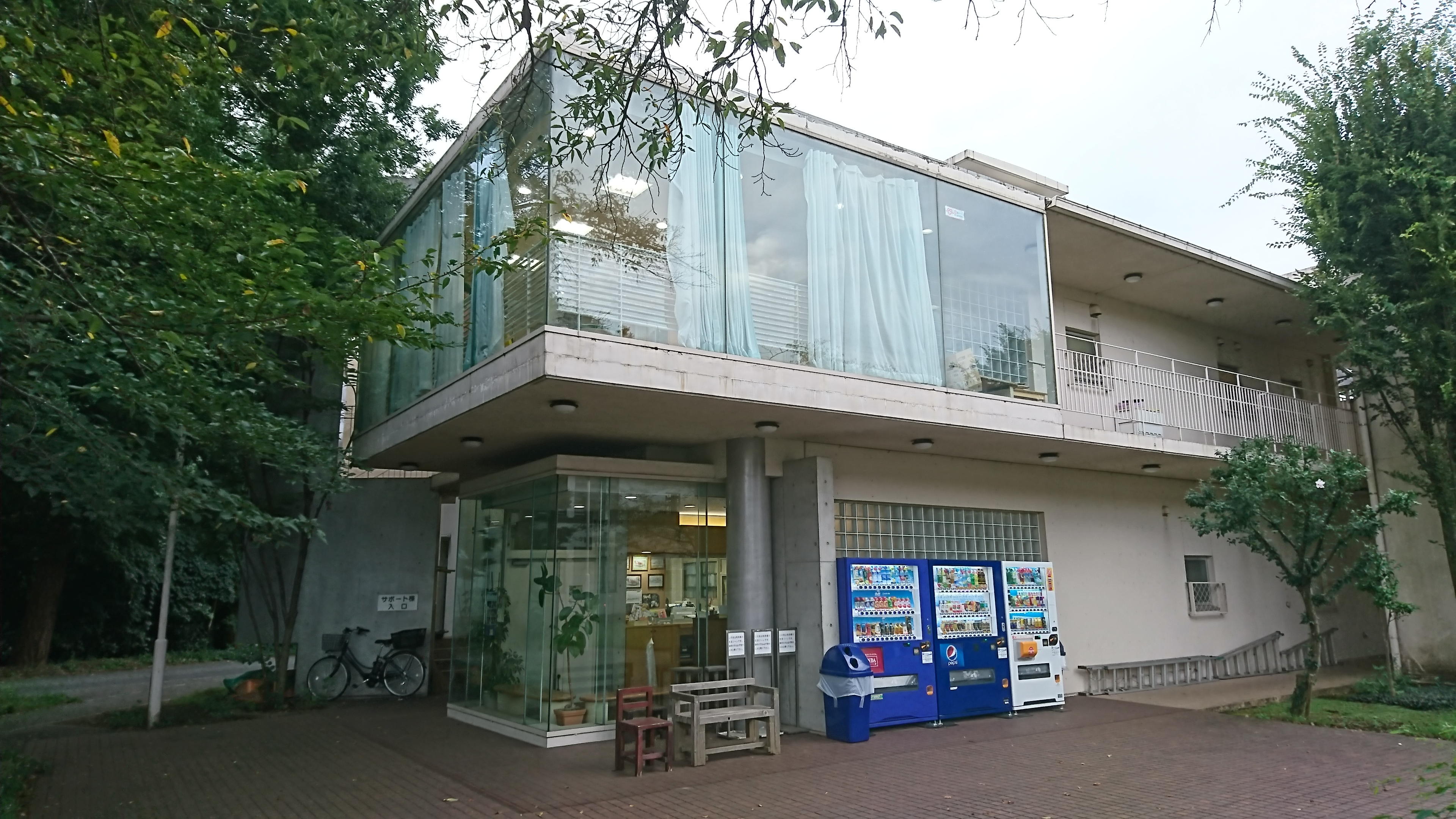
滝乃川学園 本部事務所棟

東京都国立市矢川に本部および施設群がある。当学園の敷地は、7,000坪余の広さを誇り、園内を小川（矢川）が流れ、自然豊かな環境である。
設置している各施設は、より高度な支援能力が求められる重症心身障害や強度行動障害の受入・支援が可能な体制を有していることも特色であり、当学園はそうした支援難度の高い障害者に対応可能な数少ない施設でもある。
グループホームの多くは園外にあり、国立市内、立川市、昭島市内などに点在している。
2017年からは、園内の遊休地を利用した「ガーデンプロジェクト」がボランティアと共同事業としてスタートし、地域交流の一環として、色彩豊かな庭園を造成中である（「花王・みんなの森づくり活動助成」事業）。また、毎年夏季に開催される納涼祭は、地域住民も参加する地元の名物イベントである。
近年では、当学園の認知度が高まり、福祉関係者のみならず、児童・学生や一般の見学者も多数訪れている。貴重な文化財を所有していることや、自然豊かな環境など、国立市内で人気の散策スポットにもなっており、年間1,000人を超える見学者がある。
- 法人部門
  - 法人本部
  - 経営企画本部
  - 石井亮一・筆子記念館（福祉文化担当）
- 福祉事業部門（設置施設）
  - 滝乃川学園児童部：障害児入所施設（福祉型）
  - 滝乃川学園成人部：施設入所支援、成人短期入所（併設型）、生活介護
  - 滝乃川学園地域支援部：アシスタントサービス色えんぴつ、れすぱいとセンター紙ひこうき（児童）・ひこうき雲（成人）・ひこう船（緊急一時保護）、相談支援センターみなも、放課後こどもセンターさにー（放課後等デイサービス）
  - 滝乃川学園グループホーム部：知的障害者グループホーム直営1事業所12住居、委託6事業所12住居、認知症対応型共同生活介護やがわ荘

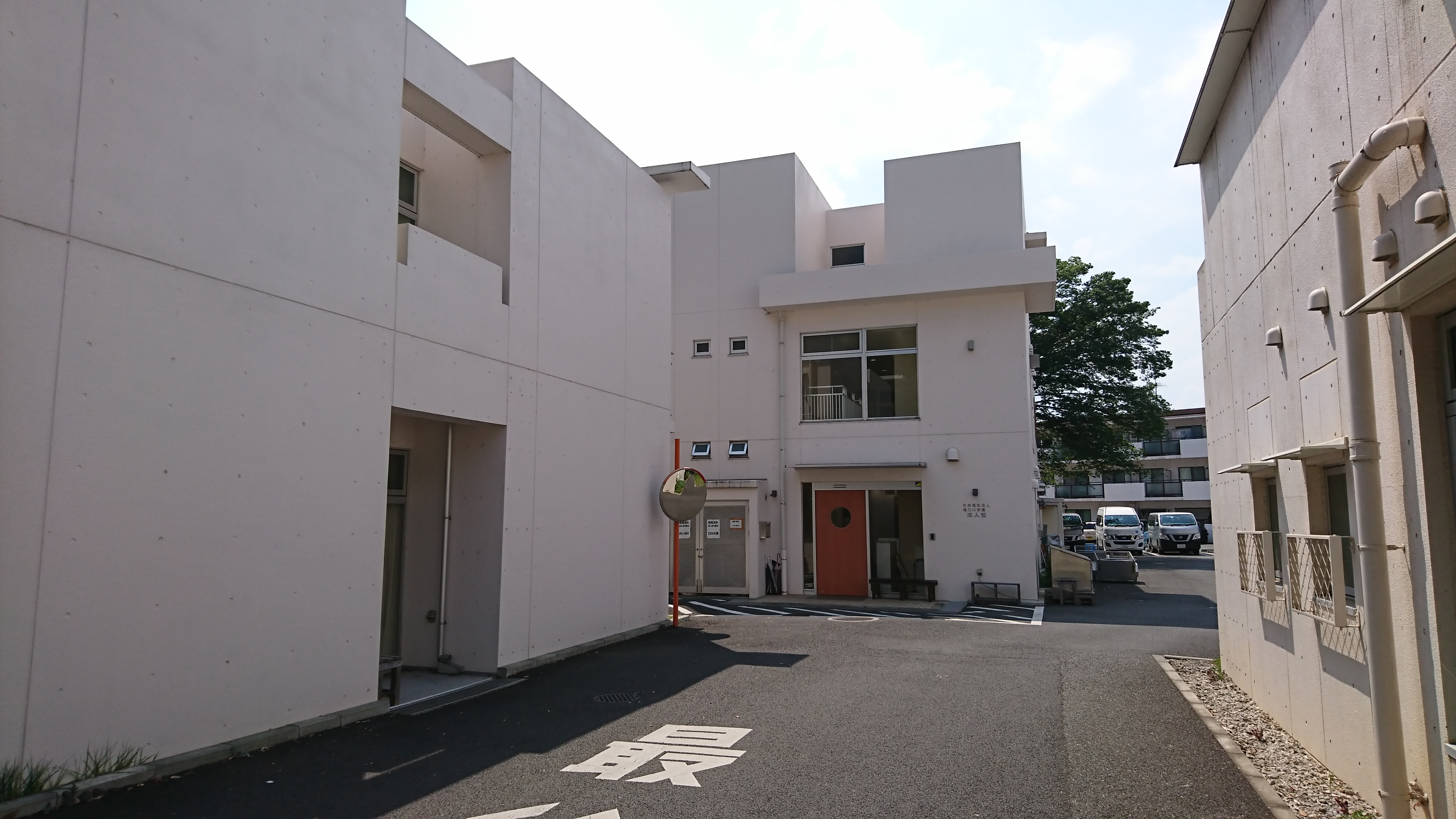
滝乃川学園 成人部

学園の正門には創立当初から門扉がない。当学園の「開かれた学園」、「利用者と地域の壁をつくらない」、「地域全体で利用者を守っていく」との方針もあり、日中時間帯は敷地内に自由に立ち入りができる。園内には、遊歩道やガーデンが整備され、正門すぐのところには、土曜日のみ営業するカフェ「森のカフェ」があるほか、園庭には遊具なども設置されているため、地域の憩いの場となっている。ただし、園内の建物は、利用者のプライバシーの保護や、保安上の観点から、警備システムが導入されており、関係者以外の立ち入りが禁止されていたり、学園当局の事前許可が必要となっていたりする。

## 付属施設
- 石井亮一・筆子記念館
- 石井記念文庫
- 聖三一礼拝堂

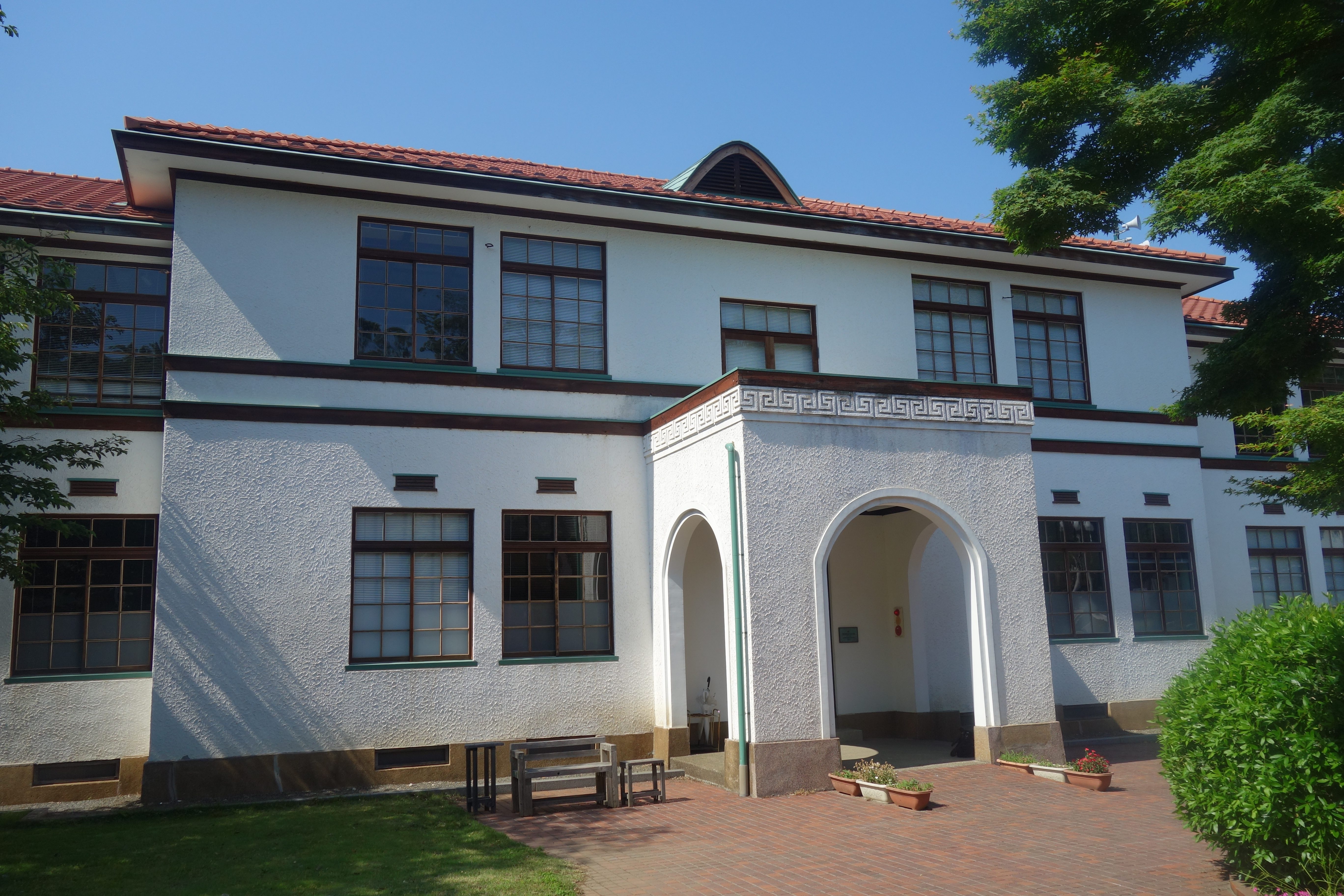
滝乃川学園 石井亮一・筆子記念館

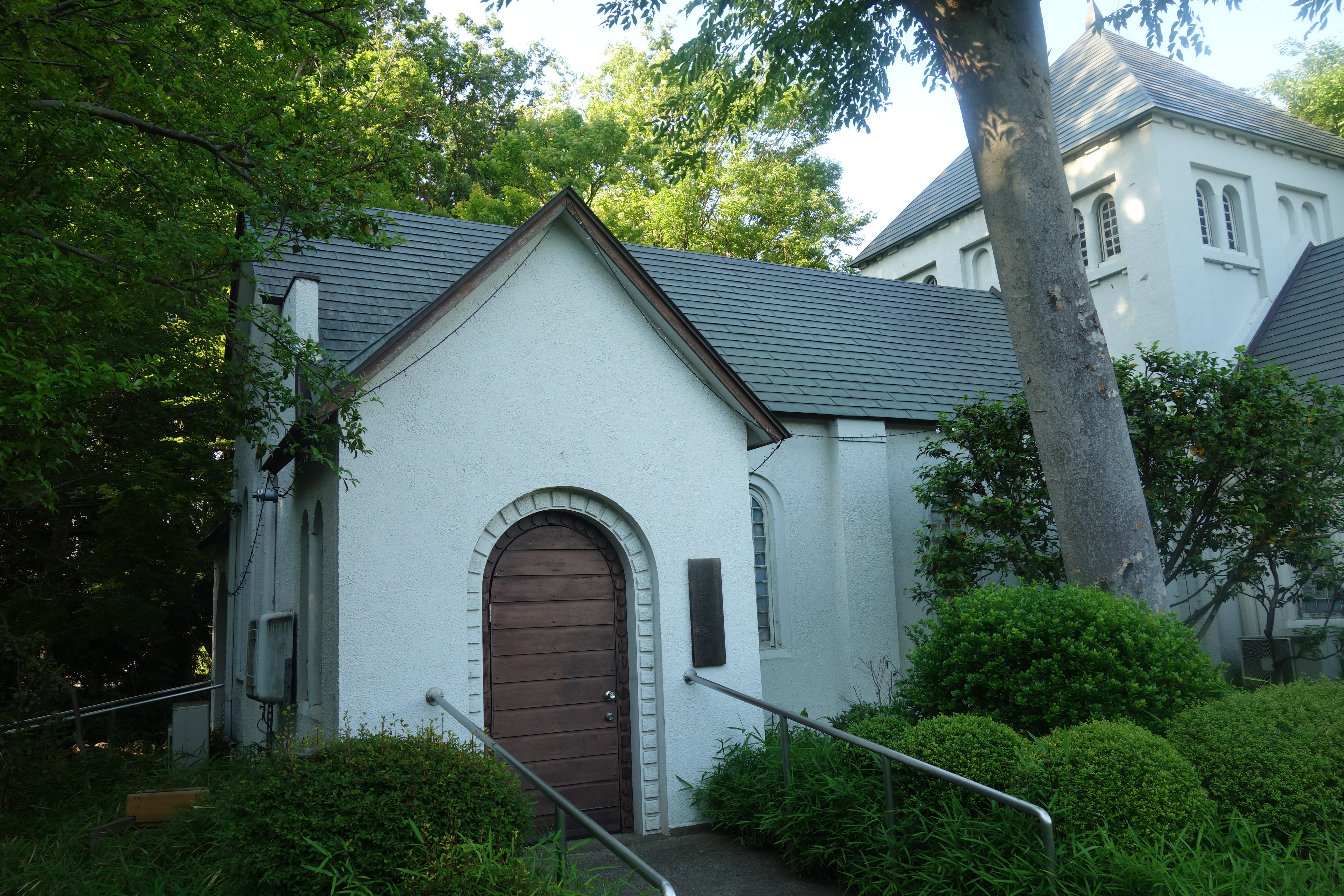
滝乃川学園 聖三一礼拝堂

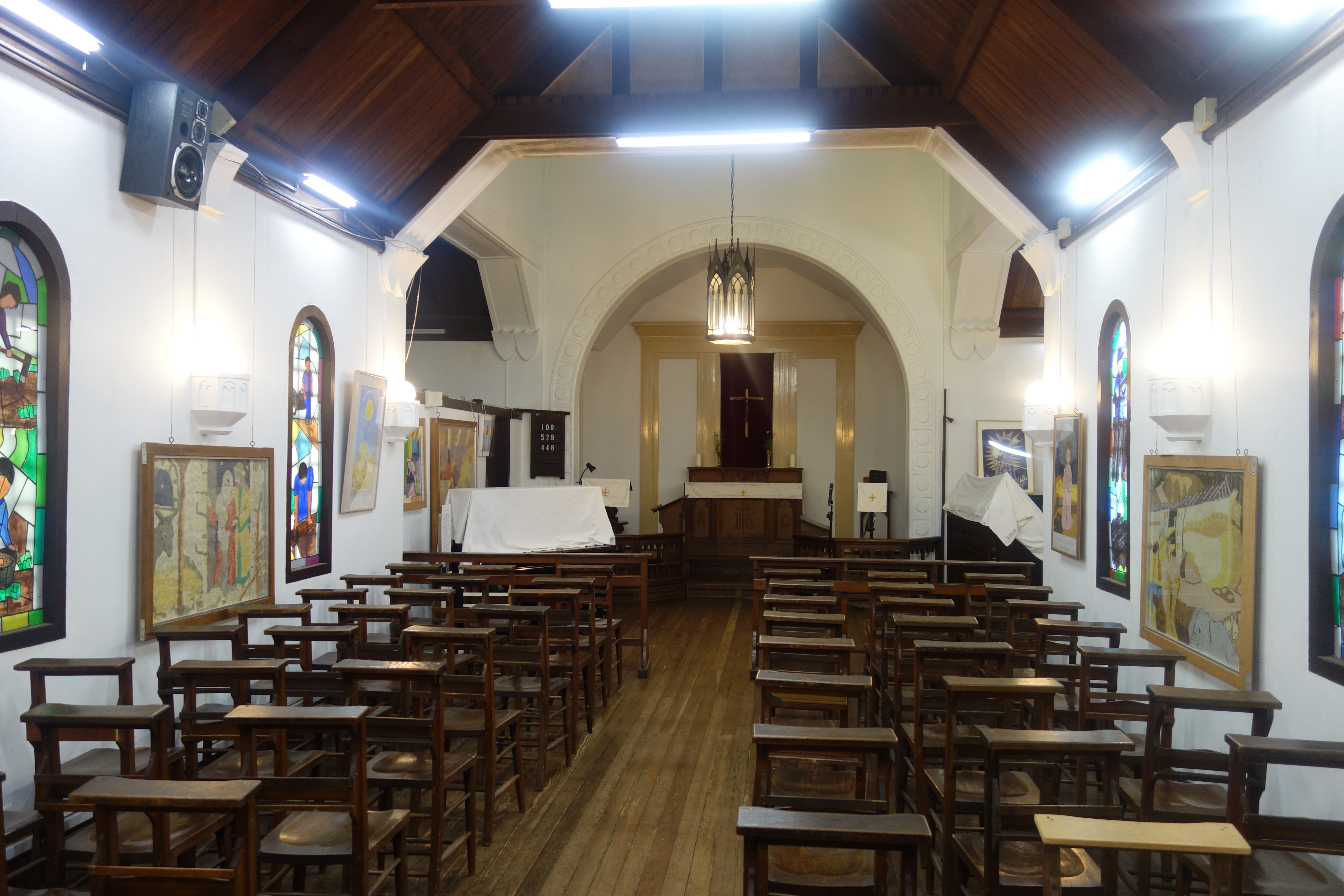
滝乃川学園 聖三一礼拝堂 内部

石井亮一・筆子記念館は、当学園創立者夫妻に関する事績紹介や資料展示をおこなう施設となっており、学園の重要な広報機能の一端を担っている他、講堂や会議室などは、多目的スペースとして広く活用されている。記念館の建物自体が、バリアフリーや災害時の避難のし易さを考慮した設計になっており、福祉建造物として史的価値の高さが評価されている。なお、2018年12月6日に、明仁天皇と美智子皇后が当学園に行幸啓した際には、当館展示室の一室に休憩所が設けられた。
石井記念文庫は、石井亮一初代学園長の古希を祝して、その祝金を原資に学園内に開設された。設置当初の構想である「文献資料センター」としての機能を持つまでには至っていないものの、石井亮一学園長が収集した貴重な文献が保全されており、教育・福祉分野の研究者を中心に、今後の整備が期待されている施設である。
聖三一礼拝堂は、記念館と並び当学園を象徴する施設であり、学園の精神的支柱として、園内外から大切に守られている。日曜日の定例礼拝や、学園の行事、ボランティアによるコンサートなどに活用されている。当礼拝堂で、結婚式をおこなうことも可能である。チャプレンの他、礼拝を補佐する神学校出身の職員もいる。
なお、礼拝堂に付属する鐘は、礼拝が行われる10分前に必ず鳴らされ、近隣の南養寺の鐘とともに、昔からこの地区の人々に親しまれている。

## アクセス
- 南武線（JR東日本）矢川駅南口より徒歩10分
- 中央線（JR東日本）国立駅南口から立川バス・国立操車場（国10-2系統）または国立泉団地（国41系統・国42系統）行き。くにたち郷土文化館停留所より徒歩1分

## 文化財
当学園には、1928年移転当時の本館（現・石井亮一・筆子記念館）が現存し、国の登録文化財になっている。その他、聖三一礼拝堂、鐘楼・附鐘、そして第2代学園長・石井筆子愛用のアップライトピアノ（日本最古の輸入ピアノで「天使のピアノ」と呼称される）も国立市の登録文化財に登録されている。これらは知的障害児者福祉の貴重な歴史的遺産として注目されている。
いずれの文化財も、見学は可能であるが、事前に学園当局への申し込みが必要となっている。
- 石井亮一・筆子記念館（国の登録有形文化財[8]）
- 聖三一礼拝堂（国立市の登録有形文化財[9]、立教学院初代理事長ジョン・マキム聖公会主教の寄付によって建設）
- 明治期輸入のアップライトピアノ「天使のピアノ」（国立市の登録有形文化財[10]）
- 鐘楼 附鐘（国立市の登録有形文化財[11]）

## 皇室との関係
当学園は、皇室との長く深い関係が知られている。かつての皇室による物心の支援は、恩賜財団に近い、またはそれ以上の待遇であった。学園が苦難にあるときも、日本聖公会とともに常に学園に寄り添ってきたのが皇室であった。これは、第2代学園長・石井筆子が、元は華族（男爵家）の令嬢であり、華族女学校（女子学習院の前身）の教師をつとめていたことに由来する。
筆子の教師時代の生徒に、のちに大正天皇の皇后（貞明皇后）となる九條節子がいたためである。
貞明皇后は、恩師である筆子への尊敬の念と、華やかな生活を捨て、茨の道を歩むことを選んだ筆子への同情心や、そして、何よりも、学園の経営が常に苦しい状況に置かれていたことから、当学園を皇室の慈恵政策の対象とし、とくに愛情を注いで支援を続けた。
貞明皇后の子である昭和天皇は、即位直後に当学園に御下賜金を贈り、初代学園長・石井亮一の進講も受けている。第二皇子・秩父宮雍仁親王、第三皇子・高松宮宣仁親王、そして孫にあたる明仁天皇と、その弟宮・常陸宮正仁親王も学園を訪問し、後世まで貞明皇后の遺志が受け継がれている。
戦前期に、東伏見宮依仁親王妃周子など皇族が当学園や学園行事にたびたび訪れていたことも、貞明皇后の考えによるところが大きかった。
近年においても、明仁天皇・美智子皇后が平成時代の始めと終わりに二度の行幸啓をした他、とくに美智子皇后は、筆子の生涯に感銘を受け、当学園への私的訪問に加え、学園のチャリティーコンサートにしばしば足を運び、学園と深い関係を築いている。
2018年（平成30年）12月6日の天皇・皇后の行幸啓では、前回同様、学園滞在中、施設利用者に終始寄り添い、利用者が製作した雑貨を記念に持ち帰った他、作業所で製造されているクッキーを食した。なお、このクッキーは学園で販売されているので、誰でも購入可能である。

## 略史

### 創立期
1891年、立教女学院の教頭職にあり、聖三一教会付属東京救育院（孤児院）を運営していた石井亮一（教育学者・心理学者）によって創立された「聖三一孤女学院」を起源とする。創立当初は、東京市下谷区西黒門町（現・東京都台東区上野一丁目）の荻野吟子（近代日本最初の国家公認女医）の医院を仮設の院舎とし、翌年、北豊島郡滝野川村に落成した院舎に移転した。学院は少女孤児を教育対象とし、乳児院から高等女学部の開設まで計画された一貫教育の施設であった。創立の契機は、濃尾大地震の際に、多数の孤児が発生し、その中の少女孤児たちが人身売買の被害に遭っている実状を耳にした石井が、この問題を憂慮して、岡山孤児院の石井十次と連携し、被災地で救済活動にあたった。そして、16名の少女孤児を保護したことにある。石井の構想では、少女孤児に高等教育まで教授し、職能を習得させ、自立を目指す画期的な試みであった。

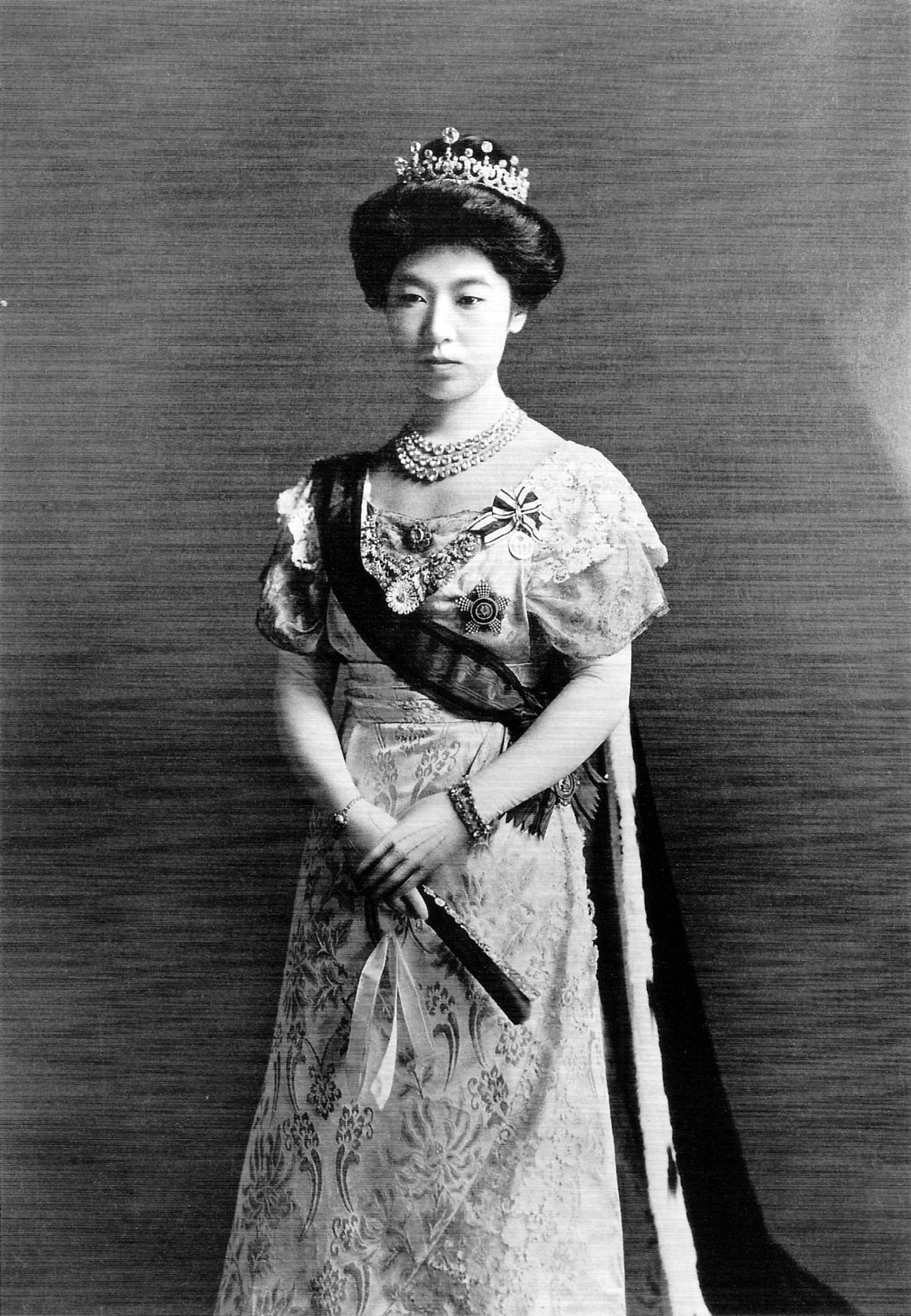
学園の存続に尽力した貞明皇后

ところが、16名の少女孤児のうち、2名に知能の発達に遅れがあることを発見した石井は深い関心を示した。そして、知的障害について学ぶため、二回にわたって渡米し、知的障害研究の始祖であるエドゥワール・セガンの未亡人に師事し、セガンが提唱した「生理学的教育法」を習得したほか、米国各地の大学や知的障害児施設を訪問・視察し、知見を深めた。その際、ヘレン・ケラーとも面会を果たしているが、石井は、ヘレンが会った初めての日本人とされている。

### 知的障害児対象の教育機関・福祉施設への転換
帰国後、聖三一孤女学院を知的障害児に対する研究、教育、生活支援を目的とする施設に転換し、名称も「滝乃川学園」と改めた。当初は、健常児童・生徒が在籍中であったため、普通教育部と特殊教育部の2コース制が採られた他、普通教育部の生徒を対象とした保母養成所が開設された。この「学園」という名称は、石井が考案したと言われ、当学園が日本で初めて称したとされる。こうして滝乃川学園は、日本で初の知的障害児教育・福祉施設となった。石井は、知的障害の研究を重ね、当時、奇形児とされ、養育が放棄されていた知的障害児の救済に取り組みはじめ、日本で初めて、知的障害を持つ人々の多くのそれは、不治の障害ではなく、発達の遅滞であることを指摘して、彼らへの教育の必要性を訴えたのである。園児・園生一人ひとりの生育環境や障害の特性を分析し、それぞれの発達段階に応じた教育を試みた点が画期的であり、これは、石井が単に信仰に由来する慈悲心だけではなく、極めて近代的かつ科学的視点をもって知的障害児の教育問題に向き合っていたことを示している。

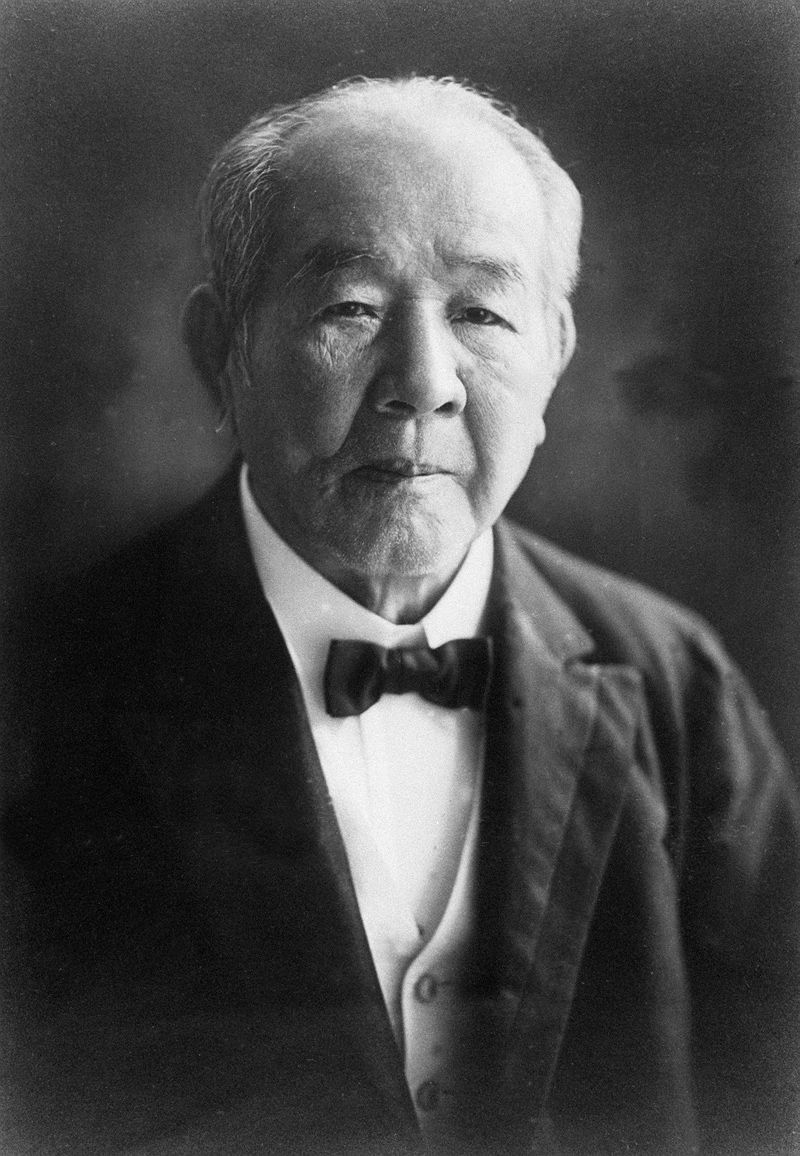
第3代理事長をつとめた渋沢栄一

### 火災被害からの再建、渋沢栄一の理事長就任
その後、学園の周辺環境の変化により、滝野川（現・東京都北区）から、巣鴨（現・豊島区）に移転し、学園の財政に苦慮しながらも、社会的認知も広まりつつあり、石井の事業は軌道に乗りつつあった。
しかし、1920年（大正9年）3月24日、園児の失火が原因で、学園は火災に被災し、園児6名が焼死する惨事に直面する。石井は学園の閉鎖を一旦は決意するに至った。この状況を聞いた貞明皇后は、直ちに皇后宮使・三室戸敬光子爵を学園に派遣し、石井夫妻に、内旨と金一封の御下賜金を贈り、強く再起を促したほか、支援者たちからも義援金が贈られ、石井は学園の再建を決意した。
以前から、学園の窮状に同情した支援者たちは、学園を石井の個人事業から法人化することにより、経営を近代化し、石井の負担軽減と財政の安定を図るべく計画を進めていた。その結果、財団法人の認可が下り、「財団法人滝乃川学園」が設立され、公益法人として活動していくこととなった。初代理事長には、中尾太一郎海軍軍医総監が就任したが、その後間もなく第3代理事長として、渋沢栄一が就任した。このとき、慈善事業に理解が深かった渋沢は、「石井さんには、園児たちの教育に専念してもらい、学園の経営は私たちで何とかする」と言ってみずから理事長の職を引き受けたのであった。
その後、1928年（昭和3年）には、成人した学園生が自活のために働ける農場を提供するため、現在地の北多摩郡谷保村（現・東京都国立市）の大隈重信が別荘予定地としていた8,000坪近い土地を新たに取得し、法人本部事務所と児童研究所など一部の施設を残して、再移転した。この移転は、園児や園生に最適な環境を提供したり、無医村であった当地に常勤医と診療所を有する学園が移転したことで地域医療に貢献した一方、新たな土地の購入資金とするはずであった巣鴨の土地の売却が難航し、学園の財政に過大な負担を生じさせることになった。
1934年（昭和9年）には学園本館において日本精神薄弱児愛護協会（現・日本知的障害者福祉協会）が創立され、学園長の石井が初代会長に選出された。1937年（昭和12年）には秩父宮雍仁親王と勢津子妃が学園を訪問し、事業を視察した。

### 戦時体制下の経営悪化
しかし、皇室や篤志家からの支援を受けても学園の経営状況は好転せず、1929年頃から始まった昭和恐慌により、先述の土地取引の失敗など、学園は多額の負債を抱えることとなり、理事長の渋沢栄一も死去する。さらに、秩父宮夫妻来園の年、創立者で初代学園長の石井亮一も死去し、学園は再び大きな困難に直面する。この頃、学園は金融機関や教団（日本聖公会）からの借入金の返済に窮しており、後任の学園長についても、候補者に次々に固辞される有様であった。学園の存続はたちまち危機に瀕したが、亮一の死から4ヵ月後の10月16日、やむなく夫人の石井筆子が夫の遺志を継いで、第2代学園長に就任、存続を決定した。筆子は、事実上破綻状態に陥っていた学園の経営を、「他の方にお願いするわけにもいかない」と、みずから学園長就任を決断した。

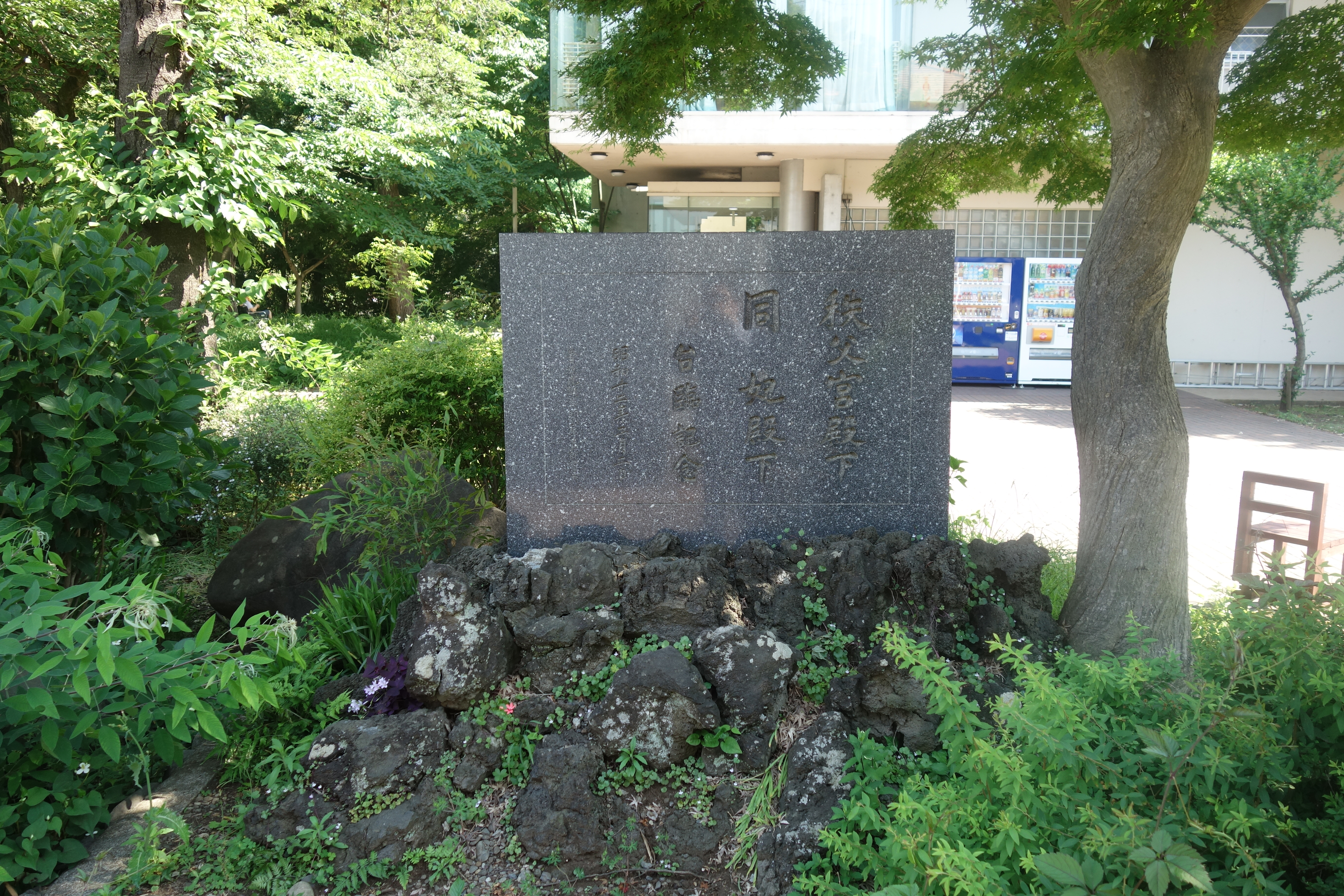
園内にある秩父宮殿下・同妃殿下台臨記念碑

戦時中は、食糧難で園児たちにも餓死者が出たほか、職員や軽度障害の園生が徴兵され、出征、戦死するなどの苦難があった。さらに終戦の前年、第2代学園長の石井筆子が死去し、学園の経営に追い打ちをかける。しかし、皇太后（貞明皇后）をはじめ、支援者たちの尽力により、戦時下の危機を乗り切った。しかし、筆子亡き後、第3代学園長の渡辺汀が程なくして他界し、第4代理事長の沢田廉三、第4代学園長の渡辺八郎が相次いで公職追放に追い込まれる事態となる。学園当局は、沢田理事長の妻・沢田美喜に学園長就任を打診するも、美喜はエリザベス・サンダースホームの開設準備に追われており、学園からの要請を辞退した。

### 戦後の学園経営
戦後、社会福祉事業法に基づく社会福祉法人に移行し、「社会福祉法人滝乃川学園」が認可・設立され、戦後の学園経営は、石井亮一の実姪を妻とし、筆子の実甥にあたる関重広や、筆子の縁戚である高木逸磨が担うことになる。また、日本聖公会の教団を挙げての支援も大きく、教団の有力幹部であった立教大学総長や、聖路加国際病院長も、経営陣に参画し、学園の維持に貢献した。
戦後の経営上の課題は、知的障害児対象の施設であるため、支援が終了した園児の事後処遇の問題があった。初代学園長の石井亮一も、晩年、この問題を気にかけていた。学園では、児童施設のまま、事後指導部を設置し、この問題に対処してきたが、1970年に至り、成人部が認可、開設され、生涯にわたった一貫した支援体制を確立した。
また、石井は、知的障害児者教育・福祉の事業には、医療的支援が不可欠と考え、学園も常勤医による診療体制をとっていた。甥の石井雄一を九州帝国大学医学部に学ばせ、医務主任に任用し、後継者として育てていたのもそのためであった。しかし、雄一が若くして死去し、後任の常勤医師も、後年に辞任し、学園の財政上の問題や、戦時の医師の応召による医師不足といった事情もあって、既に戦前の段階で常勤医体制がとれなくなっていた。1960年に至り、当時の学園経営陣は、創立70周年記念事業として、石井の悲願であった、付設精神病院の設置構想を明らかにした。しかし、多額の開設資金と運営コストを要するこの構想は、ついには実現をみなかった。
関理事長・高木学園長の経営体制が終焉すると、立教大学から派遣された宮崎申郎が第7代理事長および第8代学園長に就任したが、宮崎自身、官僚出身の大学教授であり、理事長職や学園長職が名誉職化したことに加え、在任期間が21年間にも及んだことから、現場職員を中心とした運営となり、学園の経営は停滞期に入った。

### 学園改革と現在の学園
1990年代以降、新規事業への進出が始まる。社会的なニーズに応じて、地域支援やグループホームの事業拡大に注力し、それは現在、多様な福祉サービスの提供につながっている。
戦前、苦しめられた財政問題は、戦後の福祉政策の転換に伴う公的支援の充実により解消され、現在は、いくらか安定した財務状況となっているものの、比較的大規模な投資などがある場合は、自己資金、公的支援、公的機関や金融機関からの資金調達に加え、支援者からの寄付金が貴重な財源となっている。
皇室による支援は、戦後は、制度上、経済的支援は少なくなったものの、皇太后（貞明皇后）をはじめ、高松宮宣仁親王、常陸宮正仁親王、そして明仁上皇・美智子上皇后が天皇・皇后在位中、二度にわたって学園を訪問し、殊に上皇后においては、学園に対して深く関心を寄せており、精神的支援は現在においても継続されている。

## 年表
（社会福祉法人滝乃川学園の公式記録である津曲裕次監修『知的障害者教育・福祉の歩み―滝乃川学園百二十年史』下巻の巻末年表による。）
- 1891年：立教女学校教頭の石井亮一により、聖三一孤女学院が創立される。このときをもって創立とする。仮設の院舎を東京市下谷区の荻野吟子の医院に開設。
- 1892年：東京府北豊島郡滝野川村の院舎が竣工し、移転する。
- 1897年：知的障害児の教育・生活支援施設に転換し、聖三一孤女学院を滝乃川学園と改称する。旧・孤女学院生の受け入れ先として学園付属保母養成所を開所する。／勝海舟が学園を訪問し、「温風孤児眠」と詠む。
- 1901年：創立10周年記念式典挙行。
- 1903年：英国王立委員会編纂「精神薄弱児の保護と管理に関する調査報告書」に、日本で唯一の知的障害児のための福祉施設として紹介される。
- 1904年：学園長の石井亮一が、日本で初めての知的障害に関する本格的な研究書である大著『白痴児其研究及教育』を丸善から刊行する。
- 1906年：軍事施設の開設により、歓楽街などが滝野川園舎の周辺にできたこと、園舎が手狭になったことなどにより、東京府北豊島郡西巣鴨町庚申塚に移転する。
- 1913年：明治天皇の崩御により、皇室から金2,000円（当時／現在の600万円程度）と、大喪の礼で使用した幕舎が下賜される。幕舎を活用し、学園に養蚕室が開設される。
- 1915年：学園長の石井亮一が社会事業功労者として、大正天皇の即位にあたり大礼記念章を授与される。
- 1918年：学園長の石井亮一が藍綬褒章を受章。
- 1919年：貞明皇后より、大森鍾一皇后宮大夫が学園に派遣され、金1,000円（当時／現在の1,500万円程度）の御下賜金を拝領。
- 1920年：園児の失火により、学園にて火災。園児6名が死亡する。学園長の石井亮一は、学園の閉鎖を決意するも、貞明皇后の内旨と御下賜金により、学園再建を決定する。／財団法人滝乃川学園設立認可。内務省所管の公益法人となる。初代理事長は中尾太一郎（軍医総監・海軍軍医少将）が就任。その後まもなく第3代理事長に渋沢栄一が就任。
- 1921年：東京府より要保護児童の鑑別を行う東京府児童研究所（現在の児童相談所）の業務を受託。学園の研究所に東京府児童研究所が併置される（終戦直後に受託解除）。／アメリカ合衆国より、ペンシルベニア州立アーウィン知的障害学校のマーティン・バー校長が来日し、学園を訪問。
- 1922年：山階宮武彦王・王妃佐紀子女王が台臨、月桂樹を手植え。
- 1923年：関東大震災により、被災した立教女学院が、滝乃川学園内に移転。約1年、同じキャンパスを共用。
- 1924年：皇太子裕仁親王と良子女王の成婚により、御下賜金、記念品を拝領する。
- 1927年：学園長の石井亮一が、昭和天皇の招きにより、宮中に参内し、事業について天皇に進講[19]。／昭和天皇より、金3,000円（当時／現在の500万円程度）の御下賜金を拝領する。／学園長の石井亮一が、日本人で初めて万国知的障害児教育研究学会の正会員に推挙される。
- 1928年：法人本部や児童研究所、印刷所など一部の施設を除いて現在地に移転。本館（現・石井亮一・筆子記念館）、聖三一礼拝堂竣工。／石井亮一学園長が勲六等瑞宝章および、昭和天皇の即位にあたり大礼記念章を受章。／学園事業後援会の行事に合わせ、東伏見宮・竹田宮・東久邇宮・北白川宮の女性皇族が来園。／滝乃川学園後援会が発足し、会長に吉田清風が就任。
- 1930年：皇太后（貞明皇后）より、金1,000円（当時／現在の200万円程度）の御下賜金を拝領。
- 1931年：東京劇場にて、学園事業支援行事として観劇会が開催され、梨本宮守正王妃伊都子、東久邇宮稔彦王妃聰子内親王、竹田宮恒久王妃昌子内親王、山階宮菊麿王妃常子、李王垠・李王妃方子女王夫妻が台臨。／第3代理事長の渋沢栄一逝去。元・立教学院教頭の門馬常次が代表理事に就任し、理事長職を代行。／東伏見宮大妃（依仁親王妃周子）が台臨・視察し、月桂樹を手植え。
- 1933年：皇太子明仁親王生誕記念により、皇太后（貞明皇后）より、金200円（当時／現在の40万円程度）の御下賜金と園児たちのために御菓子を拝領する。
- 1934年：東京少年鑑別所の業務を受託。／日本精神薄弱児愛護協会（現・日本知的障害者福祉協会）の創立総会が開催され、石井亮一学園長が初代会長に選出される。／滝乃川学園印刷所を廃止し、売却する。
- 1936年：石井記念文庫を開設。
- 1937年：秩父宮雍仁親王・勢津子妃が台臨、学園を視察。／初代学園長・石井亮一逝去。従六位を追贈され、葬儀に天皇の勅使が遣わされる。皇太后（貞明皇后）は妻の石井筆子に、お見舞金と十字架を下賜。／第2代学園長に石井筆子が就任。
- 1938年：厚生省の設置により、厚生省所管の公益法人となる。
- 1940年：創立50周年記念式典挙行。
- 1942年：第4代理事長に外務次官の沢田廉三が就任。なお、同じ日本聖公会系の社会福祉法人エリザベス・サンダースホームの創立者である沢田美喜は、廉三の妻である。
- 1944年：第2代学園長・石井筆子逝去。同じ日本聖公会系列の聖路加国際病院より、日野原重明医師が派遣され、筆子の死亡診断書を書く。葬儀に天皇の勅使が遣わされる。第3代学園長に予備役海軍大佐の男爵・渡辺汀が就任。
- 1945年：第3代学園長の渡辺汀が死去し、第4代学園長に元・宮内省御用掛で、学習院教授の渡辺八郎が就任。／空襲により、巣鴨の法人本部事務所、児童研究所が消失。谷保の学園キャンパスにすべての施設・機能を集約。後に法人の登記も谷保に移転。
- 1946年：GHQの公職追放の指令により、理事長の沢田廉三が辞任。第5代理事長を学園長の渡辺八郎が兼任。／秩父宮雍仁親王より御下賜金を拝領する。
- 1947年：皇太后（貞明皇后）は、多摩御陵参詣の途中、学園に立ち寄り、学園は拝謁を受ける。／この頃、渡辺八郎理事長兼学園長の公職追放が濃厚になり、学園は、第4代理事長をつとめた沢田廉三の夫人・沢田美喜に学園長就任を要請。美喜はエリザベス・サンダースホーム設立準備のため、就任を固辞する。
- 1948年：高松宮宣仁親王が台臨。／皇太后（貞明皇后）が行啓、学園を視察。／渡辺八郎理事長兼学園長が公職追放により辞任し、第6代理事長に工学博士・関重広が就任。第5代学園長に高木逸磨医師（横浜医科大学長）就任。／児童福祉法の施行により、精神薄弱児施設（現・知的障害児施設）となる。
- 1949年：高木逸磨学園長が皇太后（貞明皇后）に精神薄弱について進講。／高木逸磨学園長が日本精神薄弱児愛護協会副会長に就任。
- 1951年：「学園中興の母」であり、長年にわたり学園を支えた皇太后（貞明皇后）が崩御。
- 1952年：社会福祉事業法の施行に伴い、社会福祉法人滝乃川学園設立認可。東京都所管の公益法人となる。新たに佐々木順三立教大学総長、橋本寛敏聖路加国際病院長が理事に就任し、経営に参画。
- 1955年：高木逸磨学園長が辞任。関重広理事長が学園長事務取扱として学園長職務を代行。
- 1956年：高木逸磨、第6代学園長に就任。
- 1958年：高木逸磨学園長が退任し、渡辺八郎が第7代学園長に就任。
- 1960年：創立70周年記念事業として、学園付設精神病院の設立構想が検討される（実現せず）。
- 1962年：第7代理事長に、外交官出身で、立教大学教授の宮崎申郎が就任。渡辺八郎学園長が退任し、宮崎申郎理事長が第8代学園長を兼任。
- 1970年：知的障害者福祉法に基づく「滝乃川学園成人部」を開設。成人部棟が竣工。児童から成人までの生涯にわたって一貫した支援体制が確立される。それに伴い、学園長制を廃止し、児童部施設長、成人部施設長の2施設長制となる。
- 1971年：滝乃川学園職員組合結成。
- 1976年：常陸宮正仁親王が台臨、学園を視察。
- 1983年：第8代理事長に、立教大学教授の辻荘一が就任。
- 1986年：石井亮一逝去50周年式典を立教女学院で挙行。／第9代理事長に、立教女学院理事長の小川清が就任。
- 1987年：第10代理事長に、立教学院の村田一也が就任。
- 1992年：学園創立100周年記念式典を挙行。／明仁天皇・美智子皇后が行幸啓。
- 1998年：第11代理事長に、日本聖公会司祭の吉村庄司が就任。
- 2000年：地域生活支援センター開設。
- 2002年：学園本館が国の登録有形文化財に登録される。／東京都千代田区の紀尾井ホールで開催された天使のピアノ修復チャリティーピアノコンサートに美智子皇后が行啓。
- 2003年：職制改正により、旧・学園長職に相当する総合施設長職が再設置され、第9代学園長（総合施設長）として、米川覚常務理事が就任。
- 2004年：立教女学院において、チャリティーコンサート開催、美智子皇后が行啓。
- 2005年：介護保険法に基づく認知症高齢者グループホームを開設。
- 2006年：第2代学園長・石井筆子の生涯を描いたドキュメンタリー映画『無名の人』が製作・公開される。／第12代理事長に横倉正義が就任。／紀尾井ホールで開催されたチャリティーピアノコンサートに美智子皇后が行啓。
- 2007年：石井筆子の生涯を描いた劇映画『筆子・その愛天使のピアノ』が製作・公開される。／美智子皇后が非公式に来園。
- 2008年：学園本館の保存修復工事が着手される。
- 2009年：学園本館の保存修復工事が竣工。「石井亮一・筆子記念館」として開館。
- 2010年：障害者自立支援法に成人部が移行。生活介護事業を開始する。／第10代学園長に堀江敏光理事が就任。
- 2011年：東日本大震災発生により、逸早く支援隊を被災地に派遣し、救援物資提供等の支援業務を開始する。／創立120年記念式典挙行。『知的障害者教育・福祉の歩み―滝乃川学園百二十年史』（津曲裕次監修）刊行。／生活介護棟が竣工、運用開始。／第13代理事長に山田晃二が就任。
- 2012年：児童部､児童福祉法改定により障害児入所施設(福祉型)となる。
- 2013年：成人部、グループホーム、居宅事業等が障害者の日常生活及び社会生活を総合的に支援するための法律（障害者総合支援法）へ移行。／『いばら路を知りてささげし－石井筆子の二つの人生－』(井出孫六:岩波書店)刊行。
- 2014年：放課後等デイサービス事業を開始し、「放課後こどもセンターさにー」を開設。
- 2016年：成人部棟（2代目）が竣工し、運用開始。「清風棟」と命名。
- 2017年：初代成人部棟解体後の遊休地に、ボランティアとの共同事業として「ガーデンプロジェクト」がスタート。造園がはじまる。／地域支援部成人用レスパイトセンター棟が竣工、運用開始。「れすぱいとセンター・ひこうき雲」と命名。
- 2018年：肥前さが幕末維新博覧会が開催され、石井亮一初代学園長と石井筆子第2代学園長が「佐賀県の偉人」に選定。両学園長の等身大モニュメントが佐賀市内で除幕。／12月6日、明仁天皇・美智子皇后が二度目の行幸啓。
- 2019年：第14代理事長に石井慈典が就任。／グループホーム部が国立市内にグループホーム「ぷるね」を新設。
- 2020年：福祉新聞の特集記事「社会福祉法人風土記」において、学園の創立から現在までの歩みが3回にわたり連載される。
- 2021年：創立130年を迎える。

## 学園関係者

### 歴代理事長
| 代 | 氏名       | 在任期間                      | 出身校                  | 備考 |
| -- | ---------- | ----------------------------- | ----------------------- | --- |
| 初 | 中尾太一郎 | 1920年9月9日- 1920年11月11日  | 海軍軍医学校 海軍大学校 | 海軍軍医総監 海軍軍医少将 海軍看護術練習所長 海軍軍医学校教頭 東京市麻布区会議長 |
| 2  | 小林彦五郎 | 1921年7月13日- 1921年7月19日  | 立教大学                | 日本聖公会司祭 立教女学院校長 財団法人聖路加女子専門学校理事 |
| 3  | 渋沢栄一   | 1921年7月19日- 1931年11月11日 | ー                      | 子爵 第一国立銀行創設者・初代総監役 財団法人聖路加国際病院理事長 |
|    |            |                               |                         | （理事長制の一時廃止） |
| 4  | 沢田廉三   | 1942年5月25日- 1946年10月15日 | 東京帝国大学            | 外務事務次官 駐フランス特命全権大使 駐ビルマ特命全権大使 初代国連大使 |
| 5  | 渡辺八郎   | 1946年10月15日- 1947年6月30日 | 東京帝国大学            | 宮内省秩父宮御用掛 学習院教授 |
| 6  | 関重広     | 1948年1月10日- 1962年3月25日  | 東京帝国大学            | 東芝社員 関東学院大学教授 小田原女子短期大学長 日本電子工学院長 花園幼稚園長 工学博士                                                                                                 |
| 7  | 宮崎申郎   | 1962年3月25日- 1983年7月8日   | 東京帝国大学            | 駐タイ臨時代理公使 駐イラク特命全権公使 財団法人国際学友会理事長 立教大学教授 |
| 8  | 辻荘一     | 1983年7月27日- 1986年6月18日  | 東京帝国大学            | 社団法人日本音楽文化協会理事長 立教大学教授 国立音楽大学教授 |
| 9  | 小川清     | 1986年6月18日- 1987年3月31日  | 東京帝国大学            | 立教女学院校長 学校法人立教女学院理事長 |
| 10 | 村田一也   | 1987年4月1日- 1998年6月21日   | 立教大学                | 学校法人立教学院職員 |
| 11 | 吉村庄司   | 1998年6月21日- 2006年6月20日  | 同志社大学              | 日本聖公会東京教区司祭 |
| 12 | 横倉正義   | 2006年6月20日- 2011年3月31日  | 東北大学                | 三菱東京UFJ銀行行員 日本聖公会東京教区財政委員長 学校法人立教女学院理事・評議員 社会福祉法人賛育会評議員 社会福祉法人聖救主福祉会監事 特定非営利活動法人ぶどうの家副理事長            |
| 13 | 山田晃二   | 2011年4月1日- 2019年6月15日   | 早稲田大学              | 三菱マテリアル社員 米国三菱マテリアル社長 |
| 14 | 石井慈典   | 2019年6月15日- 在任中         | 法政大学 早稲田大学     | 横河レンタ・リース人事総務部長 公益社団法人警視庁管内特殊暴力防止対策連合会・武蔵野地区特殊暴力対策協議会副会長 神奈川県立相模原中央支援学校運営協議会委員 横河電機健康保険組合会議員 |

### 歴代学園長
| 代 | 氏名     | 在任期間      | 備考                   |
| -- | -------- | ------------- | ---------------------- |
| 初 | 石井亮一 | 1891年-1937年 | 創立者                 |
| 2  | 石井筆子 | 1937年-1944年 | 創立者夫人             |
| 3  | 渡辺汀   | 1944年-1945年 |                        |
| 4  | 渡辺八郎 | 1945年-1948年 |                        |
| 5  | 高木逸磨 | 1948年-1955年 |                        |
|    | 関重広   |               | （事務取扱）           |
| 6  | 高木逸磨 | 1956年-1958年 |                        |
| 7  | 渡辺八郎 | 1958年-1962年 |                        |
| 8  | 宮崎申郎 | 1962年-1970年 |                        |
|    |          |               | （学園長制の一時廃止） |
| 9  | 米川覚   | 2003年-2009年 | （総合施設長）         |
| 10 | 堀江敏光 | 2010年-2019年 |                        |
|    | 石井慈典 | 2019年-2022年 | （理事長）             |
| 11 | 木村隆則 | 2022年-現任   |                        |

### その他学園関係者
- 常務理事経験者
  - 御厨規三：官僚、第5代津市長、東京市社会局長
  - 門馬常次：代表理事、国語学者、弘文学院教授、立教女学院教頭
- 理事経験者
  - 内ヶ崎儀一郎：日立テクノエンジニアリング代表取締役社長、内ヶ崎酒造店代表社員、特定非営利活動法人水産衛生管理システム協会理事
  - 内田嘉吉：逓信次官、台湾総督、貴族院議員
  - 大野孫平：東京堂社長
  - 尾澤弘久：三菱東京UFJ銀行地方監督役、小野測器常務取締役、牧野フライス製作所監査役、学校法人日本聾話学校理事、一般財団法人東京顕微鏡院理事
  - 阪井徳太郎：小村寿太郎外相秘書官、三井合名会社理事
  - 佐々木順三：官立第一高等学校（現・東京大学）教授、都立高等学校（現・首都大学東京）長、立教大学総長、学校法人立教学院理事長
  - 武田秀雄：海軍機関中将、三菱造船・三菱電機取締役会長
  - 橋本寛敏：医師（内科）、聖路加国際病院長
  - 藤瀬政次郎：三井物産常務取締役、東洋綿花（後のトーメン、現・豊田通商）代表取締役社長
  - 松矢勝宏：現職、教育学者、東京学芸大学名誉教授、目白大学教授、社会福祉法人森の会理事長

- 職員経験者
  - 奥田三郎：教育部主任、医師、教育学者、北海道大学教育学部教授、北海道家庭学校校医
  - 城戸幡太郎：教育部長、心理学者、教育学者、法政大学教授、国立教育研究所長、北海道教育大学学長
- 顧問経験者
  - 津曲裕次：石井亮一・筆子記念館顧問（現職）、教育学者、筑波大学名誉教授、教育学博士
- 主な支援者
  - 貞明皇后
  - 皇后美智子
  - 大隈綾子
  - 勝海舟
  - 近衛篤麿
  - 島崎藤村
  - 津田梅子
  - 中村不折
  - 鳩山春子
  - 穂積歌子
  - 松本烝治

## 各種メディアに登場
当学園の創設者である石井亮一・筆子夫妻は、日本で初めて知的障害児者の教育・福祉に取り組んだ偉業にもかかわらず、石井がみずからの信条である「道を伝えて、己を伝えず」を実践し、自身の業績を誇ることがまったくなかったため、夫妻の名とその偉業が広く知られることはなく、長い間、「知られざる偉人」であった。石井は生前、自身の肖像または胸像を作ろうとする周囲の動きに猛反対し、それを止めさせた逸話もある。2000年代に入り、社会福祉基礎構造改革に伴い、知的障害児者の社会進出が拡がるに連れ、教育・福祉分野の研究者や、当学園の職員・支援者、そして当時の美智子皇后などが石井夫妻の業績に注目したことにより、各種メディアが石井夫妻の生涯をとりあげ、夫妻の足跡に光を当てる動きが活発化した。こうした機会が増えたことにより、夫妻と当学園の知名度も高まっている。

### 映像
- 2006年に公開されたドラマ映画『筆子・その愛 -天使のピアノ-』（現代ぷろだくしょん、山田火砂子監督）は、創立者・石井亮一の妻で、第2代学園長の石井筆子を主人公にした作品で、常盤貴子が主演したこともあり、話題を呼んだ。
- 2006年に公開されたドキュメント映画『無名の人－石井筆子の生涯』（ピースクリエイト、宮崎信恵監督）が2006年あいち国際女性映画祭で観客賞を受賞した。
- 2006年12月20日にNHK番組「その時歴史が動いた」でも「母の灯火（ともしび）小さき者を照らして－石井筆子・知的障害児教育の道－」と題して石井筆子の生涯が放映された。
- 2010年1月6日にTBS系列で放映された「新春皇室スペシャル2010」において、上皇后美智子が滝乃川学園を私的訪問した様子が放映された。皇后は第2代学園長・石井筆子が所有していた日本最古の輸入ピアノといわれる「天使のピアノ」を演奏。施設利用者や学園関係者と親しく交わる様子が放映された。
- 2018年12月6日に、譲位を前に、明仁天皇・美智子皇后が障害者週間にあわせて当学園に行幸啓し、当学園の利用者と親しく会話を交わしたが、各メディアがその模様をニュースで報じた。
- 2021年6月18日放映のNHK総合のひるまえほっとの『青天を歩け！』のコーナーで、第3代理事長の渋沢栄一の功績の一つとして当学園が紹介された。同25日放映の首都圏ネットワークでも再放送された。

### 新聞
- 福祉新聞の特集記事「社会福祉法人風土記」〈56〉において、2020年1月10日、15日、22日の3回にわたって当学園の創立から現在までの歩みが紹介された。

### 関連書籍
- 眞杉章『天使のピアノ―石井筆子の生涯』（武蔵野ネット、2000年）ISBN 9784944237029
- 津曲裕次『石井筆子』シリーズ福祉に生きる49（大空社、2002年）ISBN 9784283000797
- 一番ヶ瀬康子・河尾豊司・津曲裕次『無名の人 石井筆子―“近代”を問い歴史に埋もれた女性の生涯』 （ドメス出版、2004）ISBN 9784810706185
- 津曲裕次『石井亮一』大空社〈シリーズ福祉に生きる 51 / 一番ヶ瀬康子津曲裕次編〉、2002年。ISBN 9784283005839。 NCID BA58720530。

- 井出孫六『いばら路を知りてささげし――石井筆子の二つの人生』（岩波書店、2013年）ISBN 9784000259286
- 長島要一『明治の国際人・石井筆子: デンマーク女性ヨハンネ・ミュンターとの交流』（新評論、2014年 ISBN 9784794809803
- 津曲裕次『鳩が飛び立つ日・石井筆子読本』（大空社、2016年）ISBN 978-4283013254

## 関連文献
- 加藤康昭「滝乃川学園成立史の研究 : 初期の学園の性格について」『特殊教育学研究』第24巻第3号、日本特殊教育学会、1986年、50-60頁、doi:10.6033/tokkyou.24.50_2、ISSN 0387-3374、NAID 110006784278。
- 加藤康昭「明治38年東京府の滝乃川学園状況調査について」『茨城大学教育学部紀要 教育科学 教育科学』第35号、茨城大学教育学部、1986年3月、1-11頁、ISSN 03867676、NAID 120005517003。